# البيان والإعراب فيمن دخل مصر من الأعراب
البيان والإعراب فيمن دخل مصر من الأعراب هو كتاب تاريخي في علم الأنساب لمؤلفه المقريزي. ويقع الكتاب في أربعة أبواب ويؤرخ فيه الكاتب للعديد من القبائل العربية والتي نزلت بأرض مصر كالهكسوس الذين شك المؤلف في كونهم عرباً، إضافة إلى الإسماعيلية والأنباط وأعقاب سبأ وقضاعة وبنو لخم وكهلان بن سبأ والقبائل السودانية وبنو سليم.
ويمثل الكتاب الجزء الأول من سلسلة كتب المقريزي الأربعة عن تاريخ مصر.

## وصلات خارجية
- المكتبة الشاملة.